# Guillaume Triébert
Guillaume Triébert (* 1770; † 1848) war ein Holzblasinstrumentenmacher aus Laubach (Hessen) und gilt als Begründer der französischen Oboe.
Als Wilhelm Triebert in Hessen geboren, erlernte er in Deutschland das Instrumentenmacherhandwerk. 1804 wanderte er nach Paris aus. Triébert vereinte die Erfindung der Lagerung der Mechanik auf eingeschraubten Kugeln (Claude Laurent), die Verwendung von Nadelfedern (Louis-Auguste Buffet) und die Verwendung von Ringklappen (Theobald Böhm) auf einer Oboe. Gleichzeitig verengte er noch die konische Bohrung und schuf somit einen Gegensatz zur deutschen weiten Bohrung. In der Werkstatt der Familie Triébert, gegründet 1810, entstanden im Laufe der Zeit sechs verschiedene Oboenmodelle, von denen die Nr. 6 vom Pariser Conservatoire 1881 zum offiziellen Modell erklärt wurde. Dessen Weiterentwicklung führte zur heute fast ausschließlich verbreiteten modernen Oboe (Ausnahme: Wiener Oboe). Außerdem wird Guillaume Triébert die Erfindung der ersten vollautomatischen Oktavmechanik (Wechsel g’’/a’’) zugeschrieben. 